# ICF-syndroom
Het ICF-syndroom (Immunodeficiëntie, Centromeerinstabiliteit, Faciale anomalieën) is een erfelijke ziekte waarbij de weerstand van de patiënt tegen infecties zeer wordt verlaagd. Ook treden er gezichtsafwijkingen op, zoals een vergrote tong, amandelogen, hypertelorisme etc. De weerstand wordt verlaagd doordat de hoeveelheid immunoglobulinen in het bloed sterk verminderd is, daardoor sterven veel patiën aan infectiezieken voordat ze de volwassenheid bereiken.
De ziekte wordt veroorzaakt door de afwezigheid van methylgroepen op bepaalde DNA regio's.

## Epigenetische afwijkingen en gevolgen
Normaal gesproken zijn veel regio's van het DNA gemethyleerd, zoals de gebieden rond de centromeer en de cytosines van de niet-coderende satelliet-DNA-regio's. Bij ICF-patiënten is de methylatie nabij-centromerische gebieden en de tweede en derde satelliet-DNA-regio's van chromosoom 1,9 en 16 afwezig.
Door de afwezigheid van methylatie van de nabij-centromerische regio's kunnen tijdens de metafase chromosomen makkelijk breken, daarna kunnen de brokstukken weer aan elkaar binden waardoor multiradiale chromosomen ontstaan. Tijdens de interfase kunnen zich ook hardnekkige blaasjes of micronuclei rond de centromeren ontstaan. Het breken van het DNA komt het meeste voor op de satelliet-DNA-regio's.
De bovenbeschreven symptomen komen alleen voor in de fytohemagglutininestimulerende T-cellen.

## Oorzaak
Het feit dat de afwijking slechts in één celtype en dan ook nog op specifieke DNA-regio's voorkomt geeft aan dat ICF wordt veroorzaakt door de verstoring van een specifiek mechanisme.
De ziekte wordt veroorzaakt door mutaties in de 20q11-13 regio. Deze regio codeerd voor de DNA methyltransferase DNMT3B. Dit eiwit heeft dus blijkbaar als functie om tijdens de embryonale ontwikkeling de bovengenoemde DNA regio's te methyleren. Er zijn verschillende mutaties die tot verstoring van de methylatie activiteit van het DNMT eiwit kunnen leiden, de invloedrijkste mutatie is die van de substitutie van een cysteïne base (in een belangrijke regio van het eiwit) voor een serinebase.